# Aneilobolus endroedyyoungai
Aneilobolus endroedyyoungai là một loài bọ cánh cứng trong họ Hybosoridae. Loài này được Paulian miêu tả khoa học năm 1983.